# Tullow Oil
Tullow Oil plc is een multinationale onafhankelijke oliemaatschappij voor de exploratie en productie van aardolie en aardgas. De maatschappij is geregistreerd in Jersey en gevestigd in Londen. Ze werd in 1985 opgericht door de Ier Aidan Heavey in Tullow (Ierland). 
De aandelen staan genoteerd aan de effectenbeurs van Londen (London Stock Exchange), Dublin (Irish Stock Exchange) en Ghana (Ghana Stock Exchange). Tullow maakt onderdeel uit van de FTSE 100 aandelenindex.

## Activiteiten
Tullow Oil is actief in 14 landen met meer dan 70 licenties om naar olie en gas te zoeken of te winnen. In 2020 heeft het 28 velden in productie. Het is voornamelijk actief in Afrika en de Atlantische wateren offshore van Afrika en Zuid-Amerika.  Tullow Oil heeft onder meer het Jubilee aardolieveld ontdekt voor de kust van Ghana. Het bedrijf is de grootste aandeelhouder in het veld en is tevens de beheerder van het veld en installaties. Het is ook aanwezig in Kenia. Tullow was ook actief in Azië en met de aardgaswinning in de Noordzee.
In 2023 bedroeg de productie 62.700 vaten vaten olie-equivalent per dag. Twee velden, Jubilee en TEN, leverden een totale bijdrage van 42.600 vaten en Tullow is de operator. De rest komt uit velden in Ivoorkust.
Tullow kampt met grote negatieve resultaten. Er werd veel geld uitgegeven aan onderzoek om nieuw olie- en gasvoorkomens aan te tonen, maar er werd geen olie of gas aangetoond of in niet-winbare hoeveelheden waardoor deze investeringen afgeschreven dienden te worden.
| Jaar | Omzet              | Bedrijfs-resultaat | Netto-resultaat    | Productie (×1000 BOE/dag) | Werknemers |
| Jaar | (in miljoenen US$) | (in miljoenen US$) | (in miljoenen US$) | Productie (×1000 BOE/dag) | Werknemers |
| ---- | ------------------ | ------------------ | ------------------ | ------------------------- | ---------- |
| 2005 | 445                |                    |                    | 54,5                      | 174        |
| 2010 | 1090               | 235                | 73                 | 58,1                      | 935        |
| 2015 | 1607               | −1094              | −1037              | 73,4                      | 1156       |
| 2020 | 1396               | −1018              | −1222              | 79,4                      | 730        |
| 2021 | 1273               | 515                | −81                | 59,2                      | 378        |
| 2022 | 1783               | 734                | 49                 | 61,1                      | 376        |
| 2023 | 1634               | 296                | −110               | 62,7                      | 393        |

## Geschiedenis
In 1986 werd het bedrijf opgericht. Het eerste contract om olie en gas te winnen werd gesloten met Senegal en een jaar later startte de productie. In 1988 kocht het bedrijf een belang in olie- en gasvelden in de Noordzee. In 1989 kregen de aandelen een beursnotering in Engeland en Ierland. In 2011 volgde een notering aan de Ghana Stock Exchange.
In 2001 verdubbelde de omvang van het bedrijf na de overname van enkele Noordzee gasvelden van BP. Tullow betaalde £ 201 miljoen voor negen licenties. Het Gawain-gasveld is als enige van de negen in productie en het aardgas wordt verkocht aan Powergen. De overige licenties zijn nog in onderzoek en Tullow heeft hierin aandelenbelangen van 15% tot 80%.
In 2004 werd Energy Africa overgenomen voor US$ 500 miljoen. Na de overname steeg de productie naar 54.000 BOE/dag, min of meer gelijk verdeeld over olie en gas, en kreeg voet aan de grond in Oeganda, Gabon, Equatoriaal-Guinea, Namibia en Zaïre.
In januari 2007 werd Hardman Resources Ltd. overgenomen voor AU$ 1,5 miljard. Met de overname kreeg Tullow er 6000 BOE/dag bij als gevolg van een 19% belang in het Chinguetti olieveld voor de kust van Mauritanië. Verder kreeg het licenties in diverse Afrikaanse landen om naar olie en gas te zoeken en ook in Suriname.
In 2007 deed Tullow de grootste ontdekking met het Jubilee olieveld.
In november 2020 werden de belangen in Oeganda verkocht voor zo'n US$ 0,5 miljard aan TotalEnergies. Het daaropvolgende jaar verkocht Tullow de activiteiten in Equatoriaal-Guinea en enkele belangen in Gabon aan Panoro Energy voor US$ 0,2 miljard.